# アクセル・コナン
アウリエ・アクセル・セドリック・コナン（Haouliais Axel Cédric Konan, 1983年1月25日 - ）は、コートジボワール・アビジャン出身のサッカー選手。現在は無所属。ポジションはFW。
尋常でない脚力を持つコートジボワール人プレーヤー。左利きであるが、両足を器用に使いこなすためサイドでの起用も多い。トリノFC時代は大黒将志と同僚だった。

## 経歴
コートジボワールのアビジャン出身だが、イタリアに移住しUSレッチェのユースでキャリアを始める。2000年にトップチームでデビューし、トリノFCへの期限付き移籍を経て2009年まで同クラブに所属した。
2009年6月を以て契約満了に伴いレッチェを退団。同年11月にアタランタBCのトライアルを受けるも契約には至らなかった。2010-11シーズンはスイス・スーパーリーグのACベッリンツォーナでプレーした。
2013年2月5日、レガ・プロのソレント・カルチョとシーズン終了までの契約を結んだ。

## 所属クラブ
- USレッチェ 2000-2009

→  トリノFC 2006-2007 (loan)
- ACベッリンツォーナ 2010-2011
- ソレント・カルチョ 2013